# Kwas indolilooctowy
Kwas indolilooctowy, IAA – organiczny związek chemiczny zbudowany z reszt indolu i kwasu octowego; hormon roślinny z grupy naturalnych auksyn. Reguluje wzrost i rozwój roślin. Struktura IAA jest podobna do aminokwasu tryptofanu, z którego jest syntetyzowany przez rośliny. Fitohormon IAA jest syntetyzowany w merystemie wierzchołkowym pędu, liściach i nasionach.

## Biosynteza IAA
W komórkach roślinnych IAA powstaje w wyniku przekształcenia jednego z aminokwasów aromatycznych, tryptofanu. Związek ten może być przekształcany w IAA na kilka sposobów. Dominującym szlakiem jest deaminacja tryptofanu przez enzym, monooksydazę tryptofanu. Powstający kwas indolilo-3-pirogronowy jest następnie przekształcany do aldehydu indolilo-3-octowego i ostatecznie do kwasu indolilo-3-octowego. Synteza IAA może zachodzić również przez przekształcenie tryptofanu do tryptaminy, z której w kolejnej reakcji powstaje aldehyd indolilo-3-octowy lub indolilo-3-acetonitryl. Oba związki mogą zostać przekształcone w kwas indolilo-3-octowy.